# 分音词
分音词指汉语變體里利用反切方式构词而形成的一类词语。通常一个音节分裂为两个音节，在声母后插入一个弱化韵母，韵母前面插入边音、流音等声母，形成两个音节的词语:122。
分音词是汉语一个比较普遍的词汇现象，各變體不同程度上都出现这类词:119。其中晋语的嵌“l-”词和闽东语福州话的切脚词最为典型。

## 晋语
晋语的分音词现象主要分布在山西中部、西部以及北部邻近中部的少数地区。临近山西的豫北及陕北、内蒙古中西部也有此现象。例如：
| 方言点   | 本词 | 本词读音 | 分音词 | 分音词读音 |
| -------- | ---- | -------- | ------ | ---------- |
| 山西太原 | 绊   | pæ̃       | 薄烂   | pǝʔ læ̃     |
| 河南获嘉 | 摆   | pai      | 卜来   | pǝʔ lai    |
| 陕西延安 | 绊   | pæ       | 不烂   | pǝʔ læ     |
从上列例词看，晋语分音词的一般构成方式如下。分音词的第一音节与本词双声，分音词的第二音节与本词叠韵。大多数首字韵母为ǝʔ，后一音节均为l声母。
晋语的分音词多为动词，也有少量为名词、量词。:23、24

## 福州话
分音是福州方言的一种重要构词方式，大多单音动词、量词都可以分解成两个字，分解的基本规律是，单音词的声母加上韵头和韵腹组成第一字，l声母加单音词的韵母组成第二字。例如：:27
| 本字 | 本字读音 | 本字义     | 分音词读音 |
| ---- | -------- | ---------- | ---------- |
| 窟   | kʰɔuʔ    | 洼         | kʰɔ lɔuʔ   |
| 歪   | uai      | 向旁边歪斜 | ua luai    |
| 睛   | tsiŋ     | 盯着       | tsi liŋ    |
| 摆   | pɛ       | 摆动       | pɛ lɛ      |
| 滚   | kuŋ      | 翻滚       | ku luŋ     |
| 环   | kʰuaŋ    | 绕         | kʰua luaŋ  |

## 官話
官話有很多連綿詞其實就是嵌“l-”的分音詞。比如窟窿（源自“孔”）、霹靂（源自“劈”）、角落（源自“角”）。